# Expresión corporal

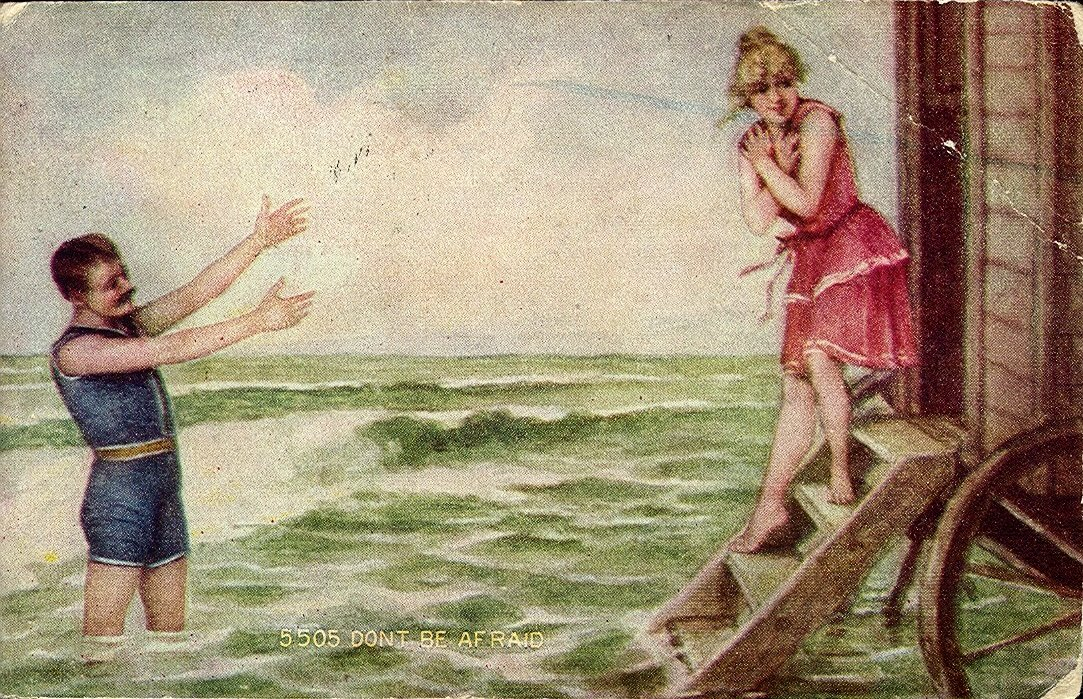
Ejemplo de expresión corporal. El hombre demuestra entusiasmo a través de sus movimientos con los brazos, mientras que la muchacha se observa tímida.

La expresión corporal o lenguaje corporal es una de las formas básicas para la comunicación no verbal. A veces los gestos o tipos de movimientos de las manos o los brazos pueden ser una guía de sus pensamientos o emociones subconscientes. Las palabras se usan para establecer y mantener relaciones personales, mientras que las señales no verbales se utilizan para comunicar información acerca de los sucesos externos, es para expresarse de una manera creativa, se refiere a la expresión con las manos que realizan las personas.

## Arte

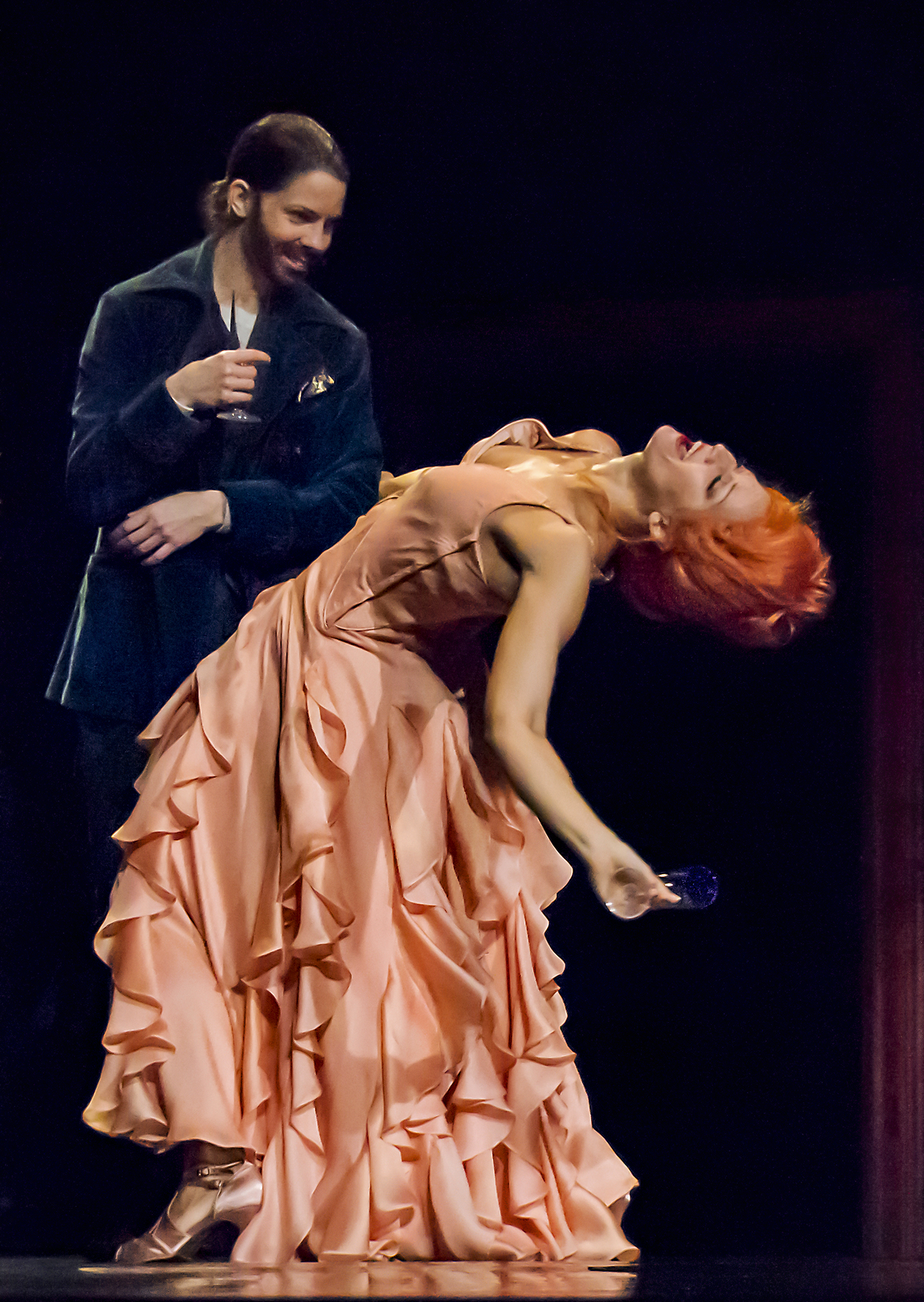
Representación teatral donde se muestra el uso de lenguaje corporal exagerado.

Como expresión artística se basa en la forma en que se interpretan emociones por medio de los movimientos: inconsciente y consciente. Se caracteriza por la disciplina que lleva a expresar emociones. El propósito principal es sentir libertad en la ejecución de cada movimiento artístico basado en los sentimientos que quieren expresar. Por ejemplo, si se quiere hacer una ejecución de éstas, se utiliza la creatividad para inventar formas y movimientos de lo que se está actuando, además de que tienen que sentirse en completa libertad. La expresión corporal es una actividad que normalmente desempeñan personajes como artistas, bailarines, mimos, etc. Esta actividad consiste en utilizar el cuerpo para representar ideas, sentimientos y sensaciones.
En la representación teatral se podría prescindir de todos los sistemas de signos auditivos y de casi todos los visuales, menos de la acción; quien se dedica a la actuación siempre es la persona encargada de llevarla a cabo, por lo que la expresión corporal es esencial, y fundamental en la representación teatral, es decir, durante la obra de teatro.

## Educación

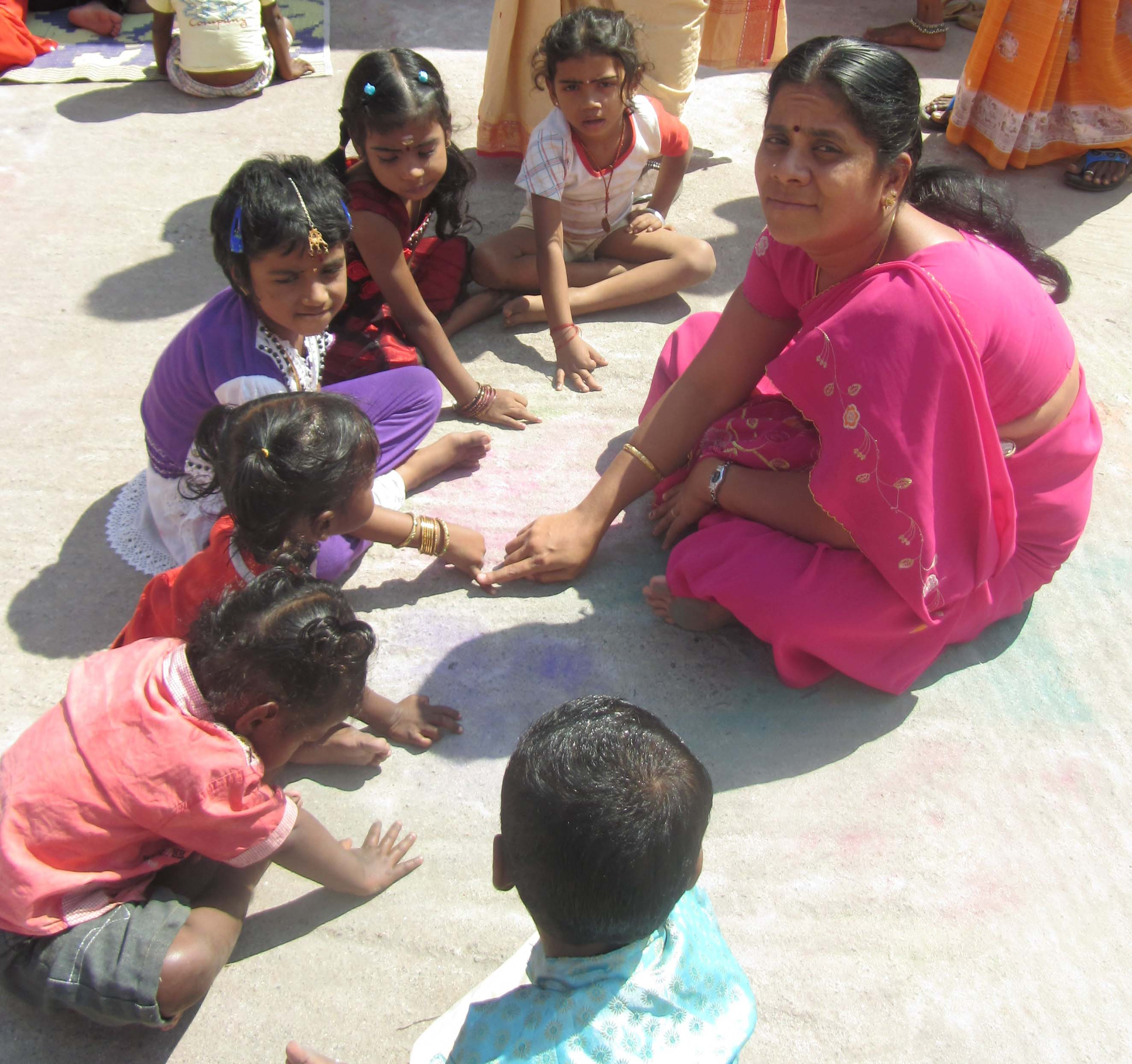
Niños aprendiendo un juego en el que deben contar con los dedos.

Con material educativo, la expresión corporal se refiere al movimiento, con el propósito de favorecer los procesos de aprendizaje, estructurar el esquema corporal, construir una apropiada imagen de sí mismo, mejorar la comunicación y desarrolla la creatividad. Su objeto de estudio es la corporalidad comunicativa en una relación: estar en movimiento en un tiempo, un espacio y con una energía determinada. Las estrategias para su aprendizaje se basan en el juego, la imitación, la experimentación y la imaginación. Estos procesos son los que se ponen en juego para el desarrollo de la creatividad expresiva, aplicada a cualquiera de los lenguajes. Como tal, ofrece a la educadores una amplia gama de posibilidades en su trabajo específico además da la libertad de expresarse libremente lo cual es un buen progreso para el desarrollo de la sociedad en general.